# Калачёв, Павел Иванович
Павел Иванович Калачёв (15 июня 1908 — 27 февраля 1990) — советский работник сельского хозяйства, рационализатор, Герой Социалистического Труда (1966).

## Биография
Родился в 1916 году в селе Сысоево-Александровское Медвеженского уезда Ставропольской губернии, ныне (Сальского района Ростовской области).
В 1928 году одним из первых сел на трактор в родном селе. Узнав, что в районе создаётся зерновой совхоз «Гигант» — отправился на строительство зерносовхоза. Начинал в нём работу на американских комбайнах «Оливер». В 1930 году получил специальность комбайнера. Затем работал бригадиром тракторной бригады и механиком.
Участник Великой Отечественной войны.
После войны продолжил работу комбайнером отделения № 9 в совхозе «Гигант». Работал на всех марках комбайнов, выпускаемых заводом «Ростсельмаш». Был награждён памятным дипломом водителя комбайна под № 1 000 000 (выпущенного «Ростсельмашем» в августе 1969 года) и памятной медалью.
В жатву 1966 года Калачёв намолотил 50 центнеров с гектара, дав государству за сезон 10 000 центнеров зерна.
Умер 27 февраля 1990 года.

## Награды
- Указом Президиума Верховного Совета СССР от 23 июня 1966 года — за успехи, достигнутые в увеличении производства и заготовки пшеницы и других зерновых и кормовых культур, комбайнеру зерносовхоза «Гигант» Сальского района Павлу Калачеву было присвоено звание Героя Социалистического Труда с вручением ордена Ленина и золотой медали «Серп и Молот».
- Награждён орденом Красной Звезды, а также многими медалями.